# Моллер, Фёдор Антонович
Фёдор Анто́нович Мо́ллер (О́тто Фри́дрих Теодо́р [фон] Мо́ллер) (нем. Otto Friedrich Theodor Möller; 30 мая [11 июня] 1812, Кронштадт — 21 июля [2 августа] 1874, Санкт-Петербург) — русский живописец и рисовальщик немецкого происхождения, один из наиболее последовательных художников романтического академизма, автор исторических и жанровых картин, портретист; ученик Карла Брюллова, друг Николая Гоголя. Академик (с 1840; ассоциированный член — «назначенный» с 1837) и профессор (с 1857) Императорской Академии художеств.

## Биография
Родившись в семье контр-адмирала (позднее адмирала и морского министра) А. В. фон Моллера, Фёдор и сам готовился к военно-морской карьере. Воспитанник Морского кадетского корпуса уже в 1826 году был произведён в офицеры. Однако пробудившийся интерес к живописи и несомненный талант молодого морского офицера «заставляют» его посещать Императорскую Академию художеств, где он в скором времени становится одним из любимых учеников Карла Брюллова.
Впервые выступил перед публикой на академической выставке 1832 году с картиною «Битва при Остроленке». После этого им были выставлены «Альцеста, освобождающая Геркулеса из царства теней» и несколько жанров. В 1835 году Академия художеств присудила ему малую золотую медаль за успехи в рисунке.
По приезде в Петербург Карла Брюллова Моллер стал пользоваться его руководством и, дабы нераздельно предаться живописи, вышел в отставку из военной службы.
В 1837 году за картину, изображавшую семейство его отца, Моллер был награждён от Императорской Академии художеств большой золотой медалью и признан «назначенным в академики».

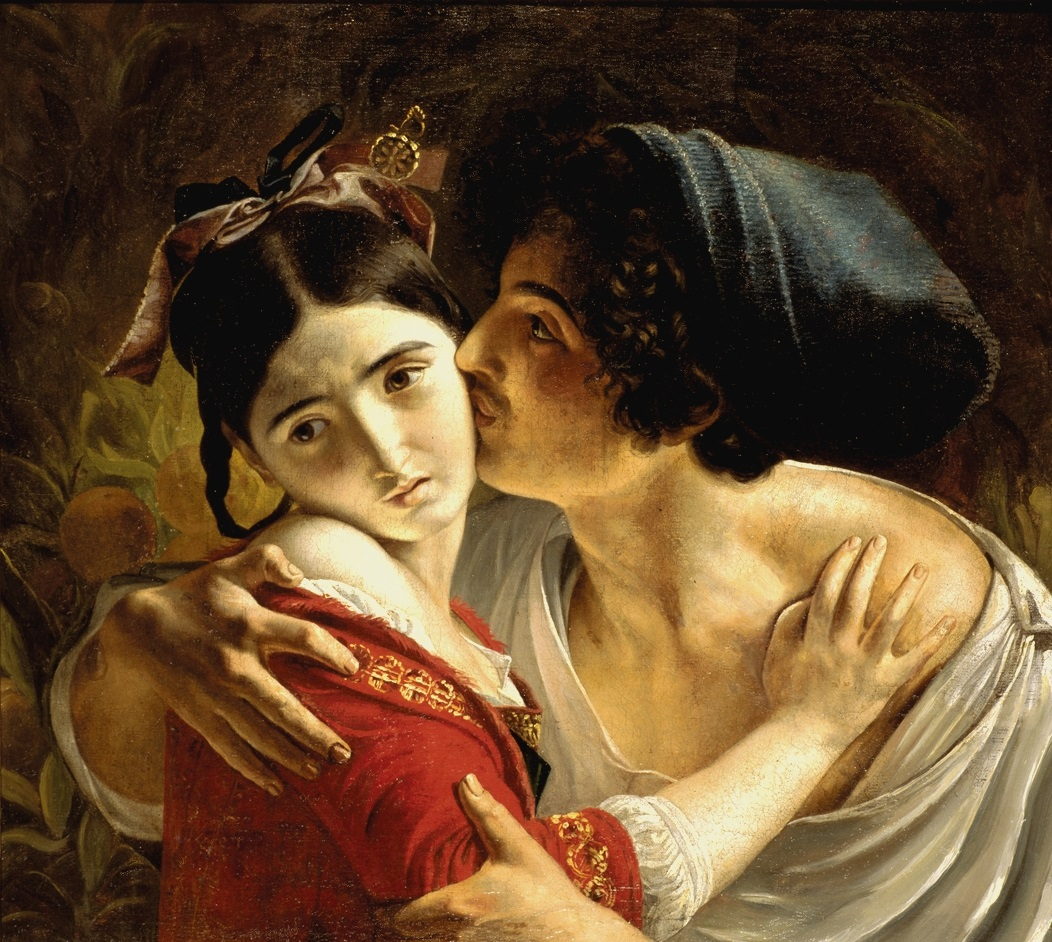
Картина «Поцелуй» (1840)

В 1838 году после окончания Академии Моллер едет по собственной инициативе в Италию для совершенствования художественного мастерства. Уже в 1840 году за присланную в Петербург картину «Поцелуй» художник получает звание академика, а также приобретает известность. В Италии ведёт исключительно насыщенную творчеством жизнь. Среди его близких знакомых — Фёдор Бруни, Александр Ива́нов и Николай Гоголь, с которым художник был особенно дружен и несколько портретов которого он написал. Помимо портретов Фёдор Моллер в соответствии с академическими канонами писал полотна на библейские и исторические сюжеты.
Возвратившись в 1847 году ненадолго в Россию, он снова отправился в Рим, где увлёкся идеями тамошних немецких художников-назарейцев и стилем Овербека и написал в его духе колоссальную картину «Проповедь апостола Иоанна на острове Патмосе», за которую в 1856 году получил звание профессора исторической живописи.
В Петербурге он занимается преподаванием, руководит деятельностью пенсионеров Общества поощрения художников и выполняет ответственные заказы для Большого Кремлёвского дворца в Москве (серия картин, посвященная Александру Невскому), Исаакиевского собора в Петербурге («Несение креста»). Скоротечное воспаление лёгких прервало работу над его последней картиной — «Распятие Христа».

## Творчество
Деятельность Моллера распадается на два периода. В первом он является последователем Карла Брюллова, хорошим рисовальщиком, эффектным колористом, вообще художником, не лишённым вкуса и непритворного чувства. К этому периоду, кроме вышеупомянутого семейного портрета Моллера-отца и «Поцелуя», относятся его картины «Русалка», «Невеста, задумавшаяся над обручальным кольцом», и некоторые другие.
Во втором периоде творчеством Моллера управляло не столько вдохновение, сколько следование принципам Овербека и его школы; он впал в холод и рефлективность композиций, в вялость и условность красок, в сухость и жёсткость исполнения. К этому периоду относятся полотна «Проповедь апостола Иоанна», и написанные им после этой картины «Татьяна, отправляющая письмо к Онегину», «Моисей, спускаемый в корзине на воду своею матерью» (1861), «Видение Александра Невского перед сражением на Неве» (исполнена для храма Христа Спасителя, 1862), «Посольство Папы к Александру Невскому» (тоже), «Битва Александра Невского со шведами» (в Александровском зале Кремлёвского дворца в Москве, 1864—1865), «Юдифь» (1870), «Распятие» (в лютеранской церкви в села Вендау, в Лифляндской губернии, 1871) и другие.

## Галерея

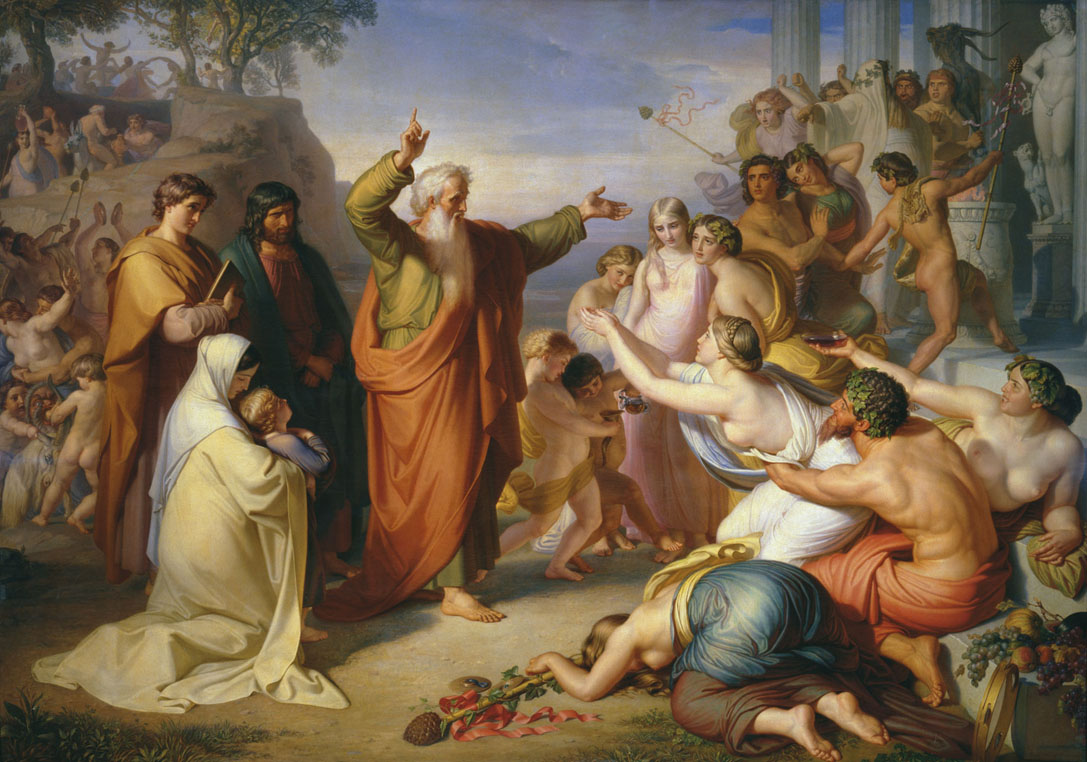
Апостол Иоанн, проповедующий на острове Патмос во время вакханалий
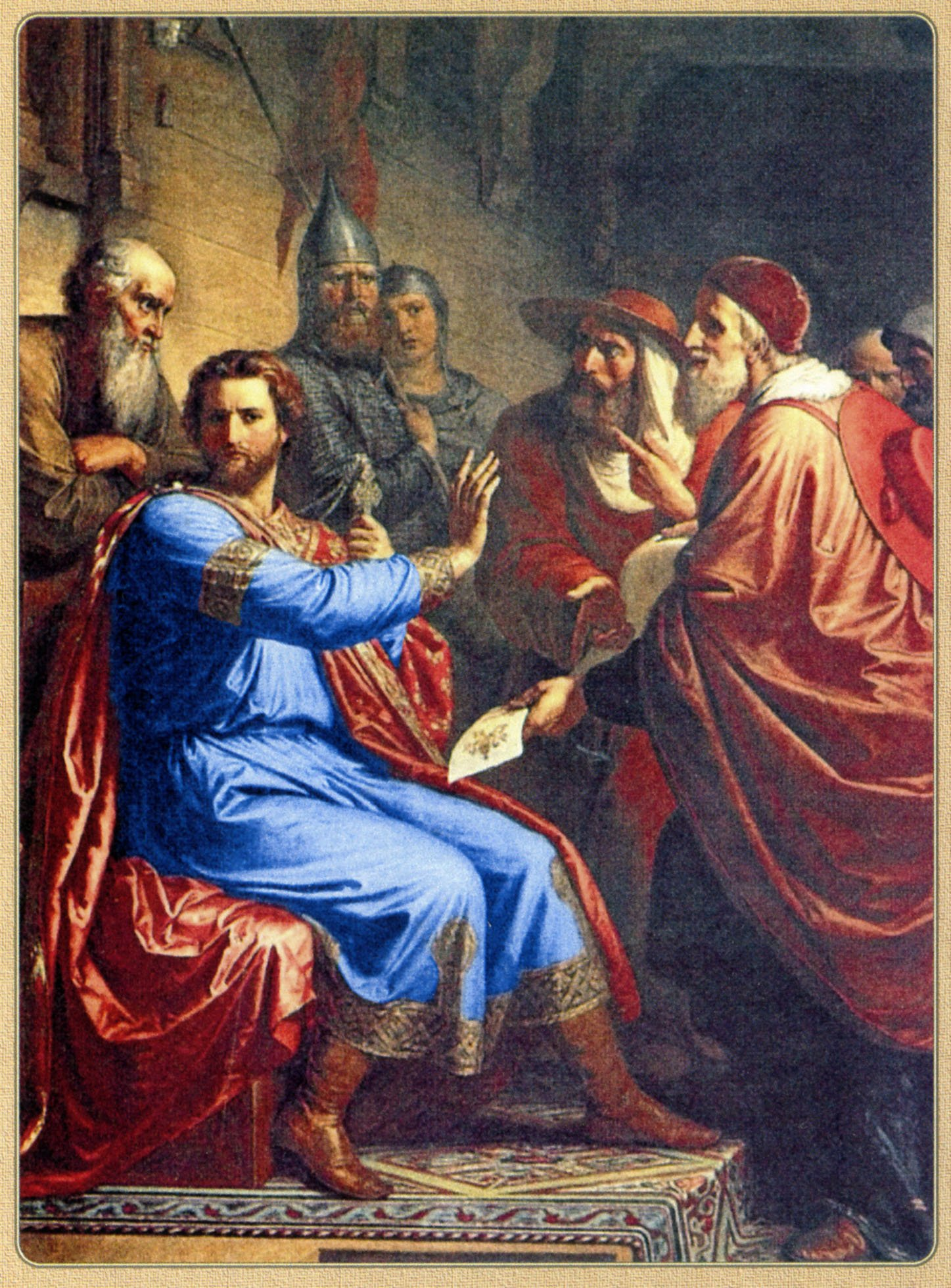
Александр Невский и папские легаты
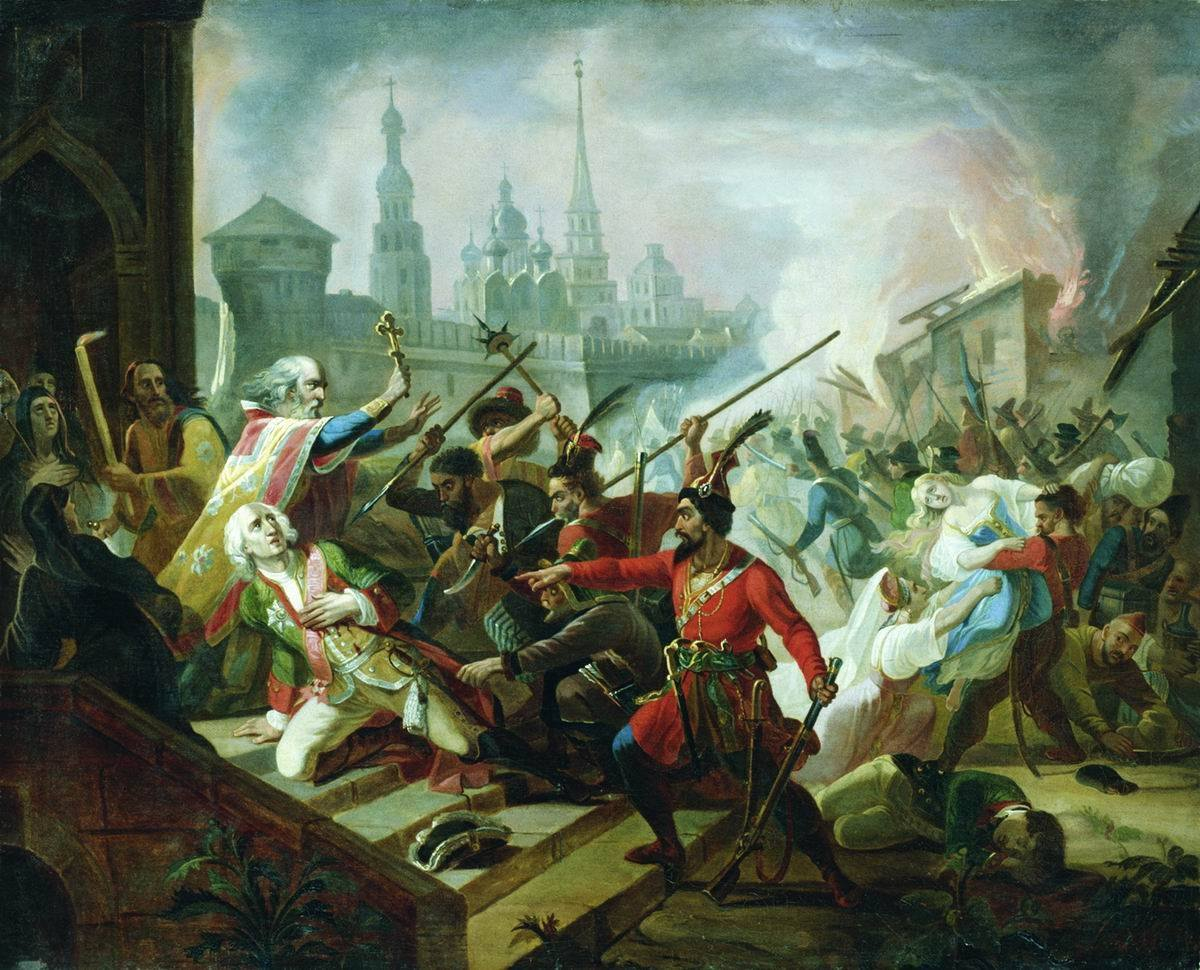
Штурм Казани Пугачёвым
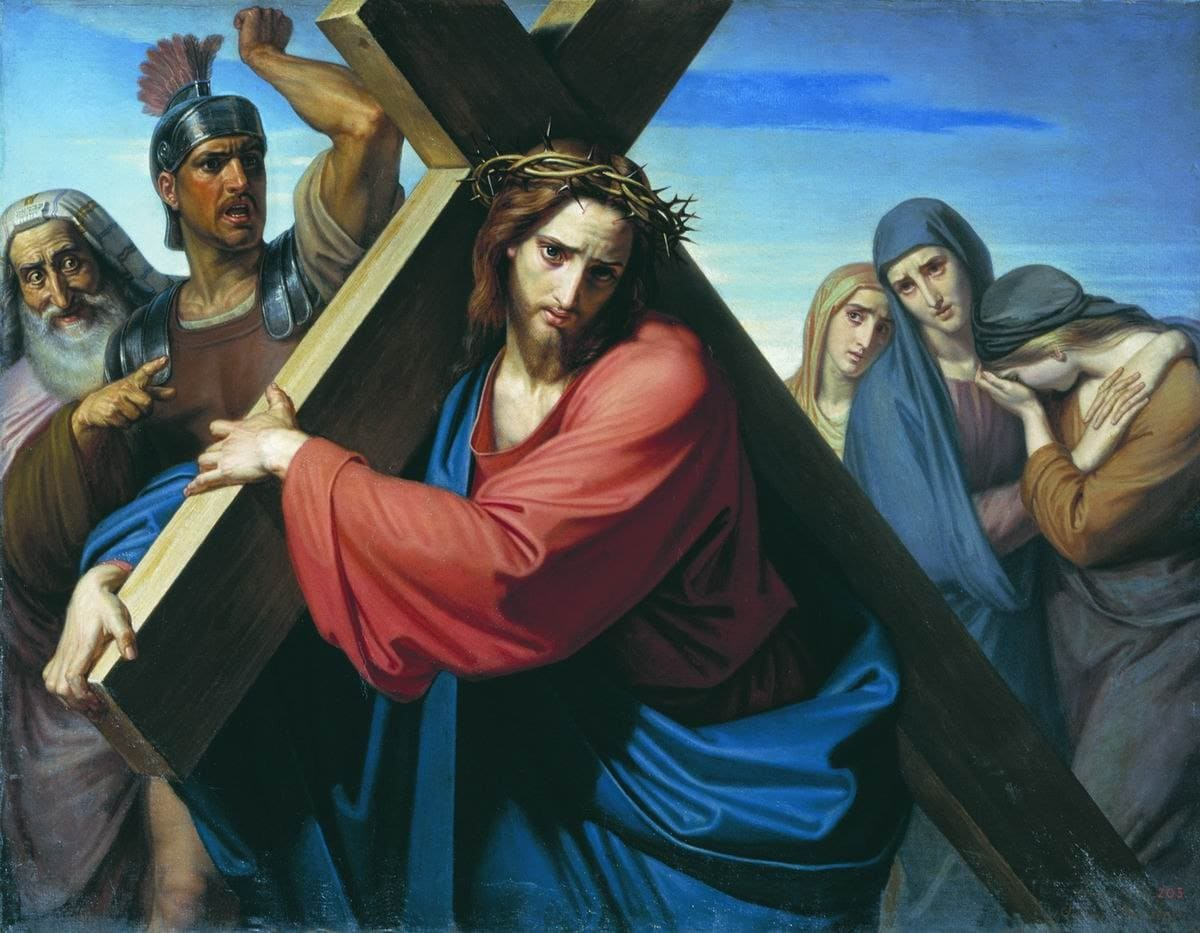
Несение креста

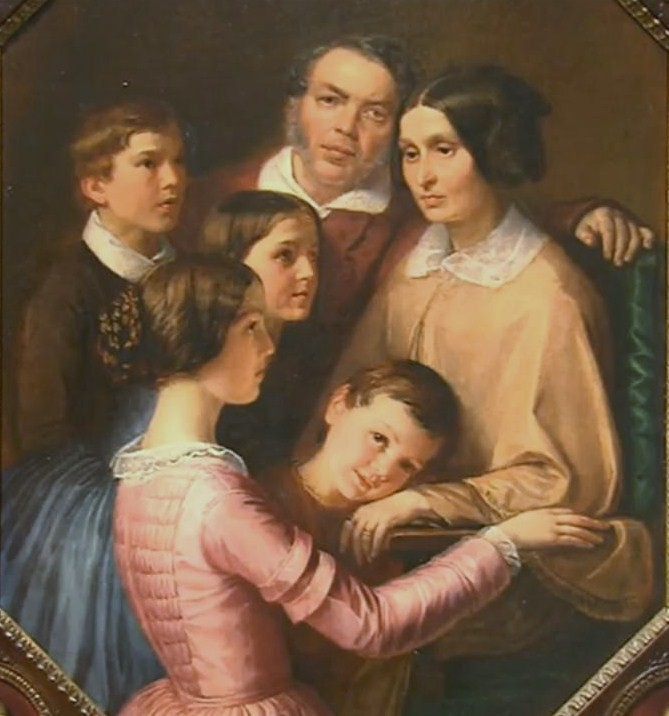
Семья И. Г. Кругликова
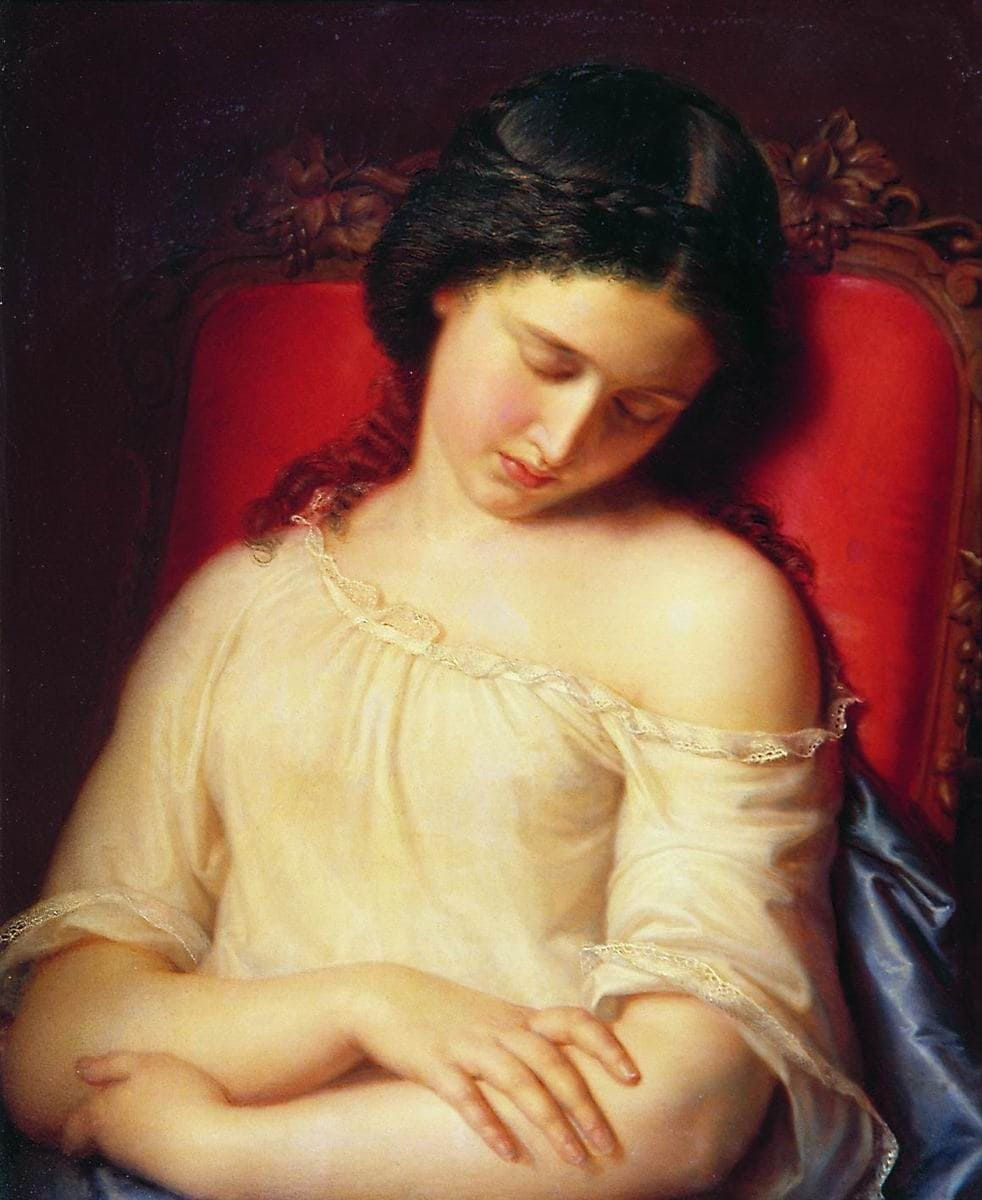
Спящая девушка
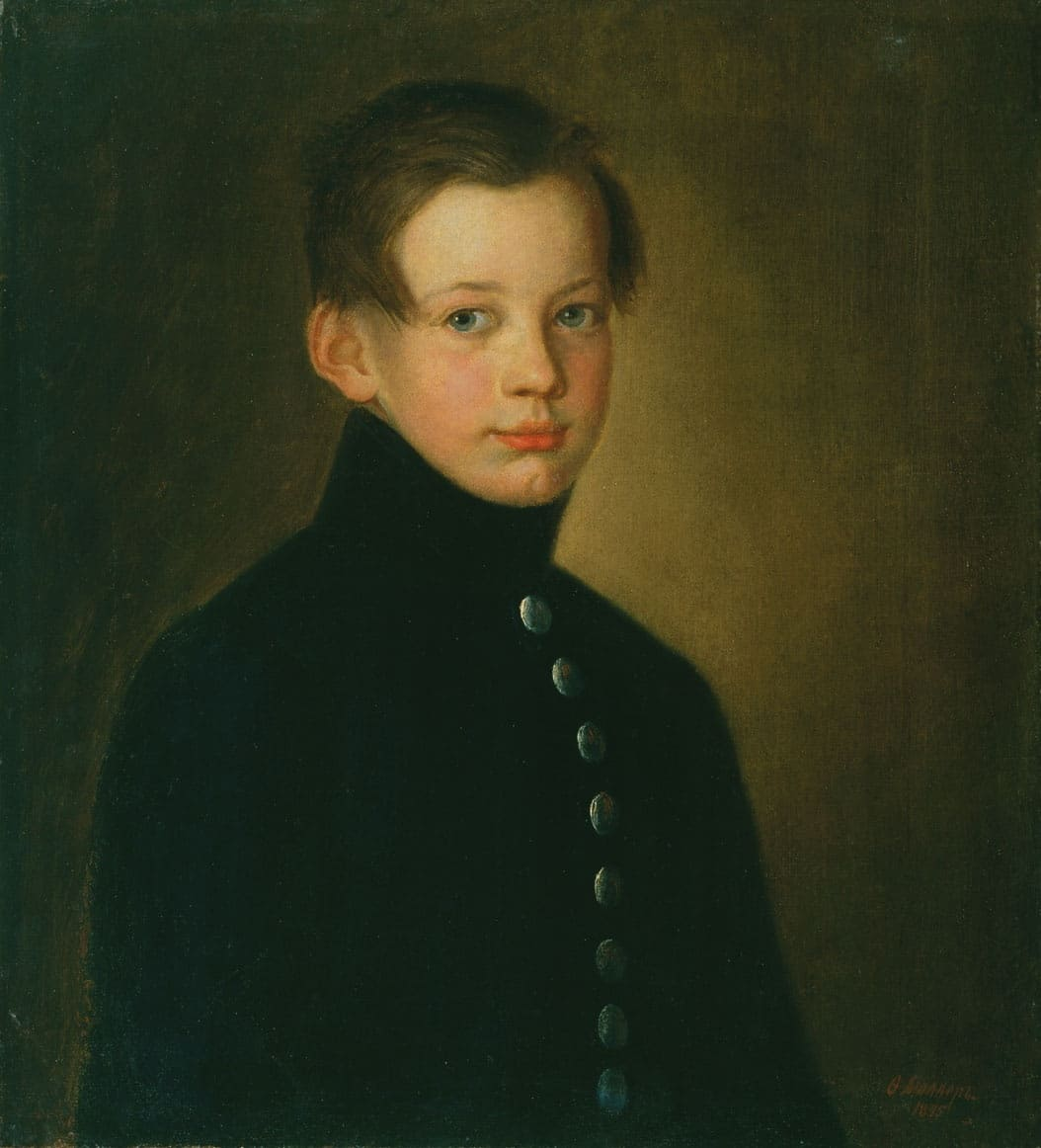
Портрет мальчика
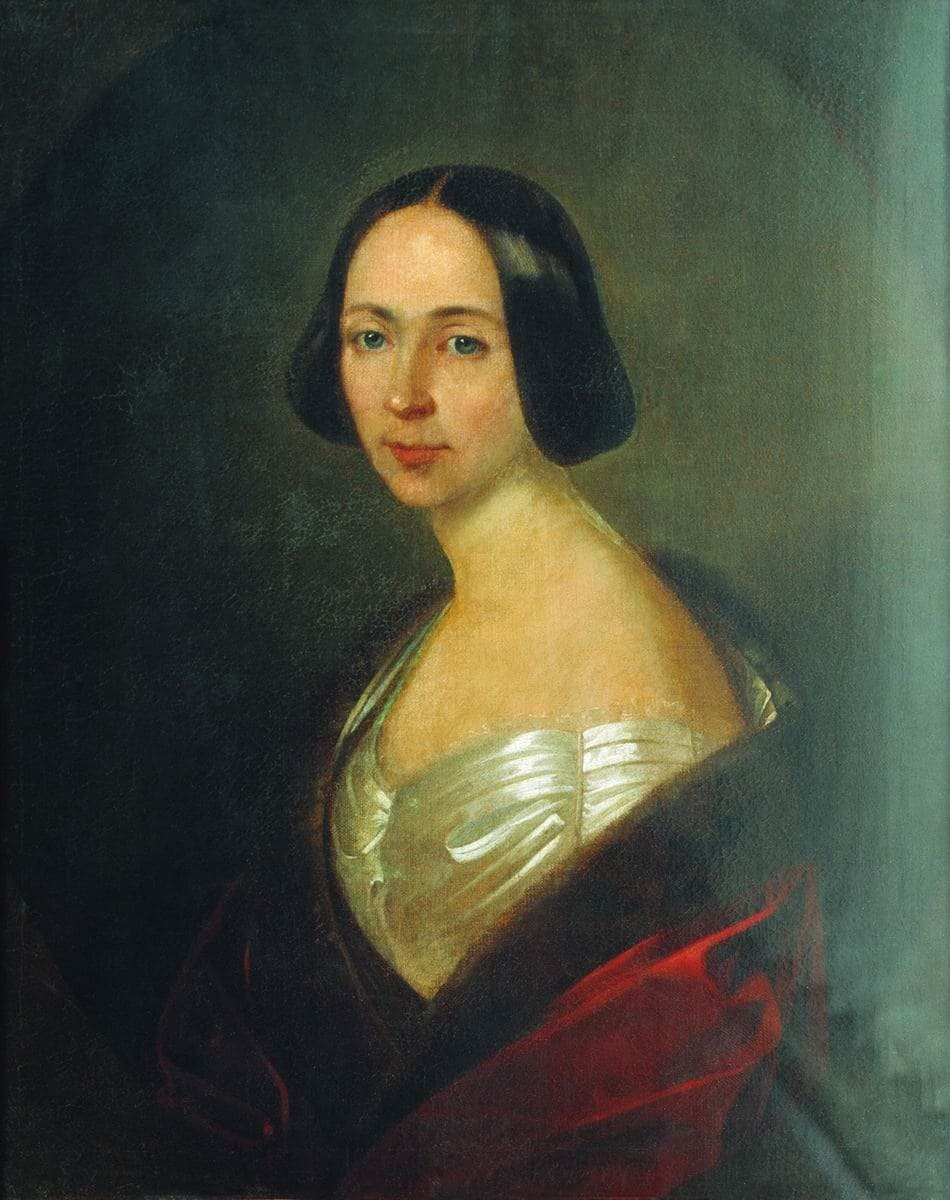
Портрет княгини Л. Т. Голициной
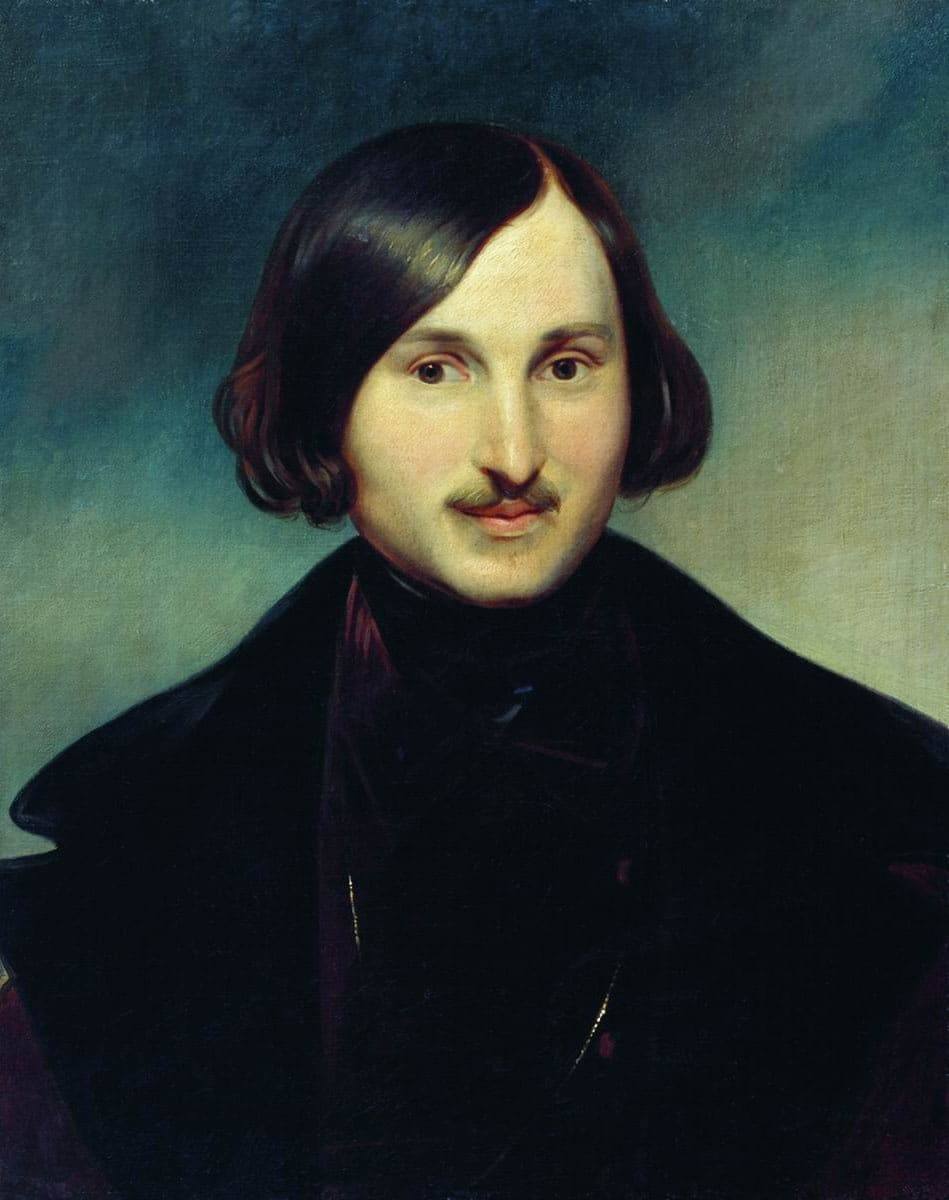
Портрет Н. В. Гоголя
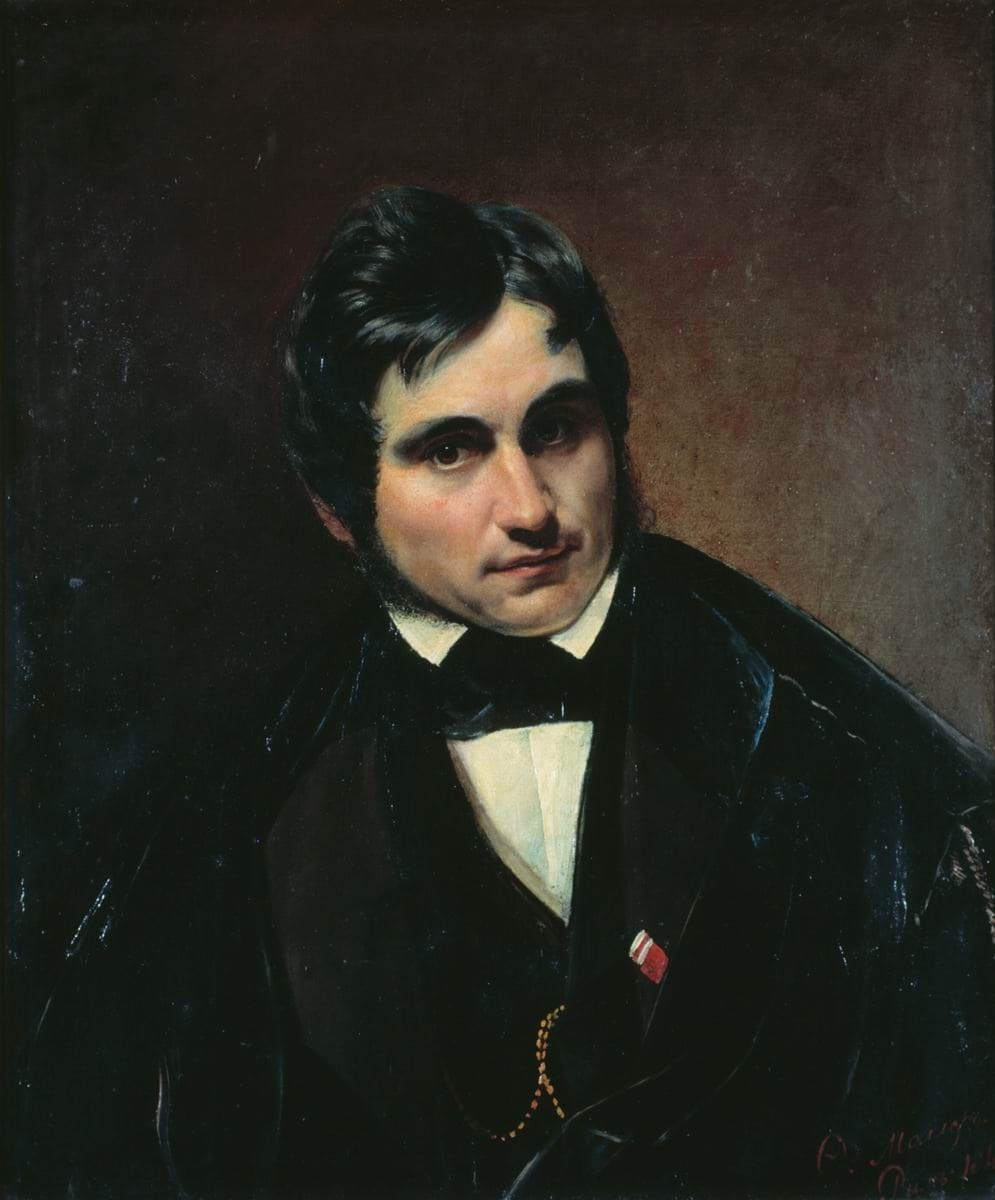
Портрет Ф. А. Бруни
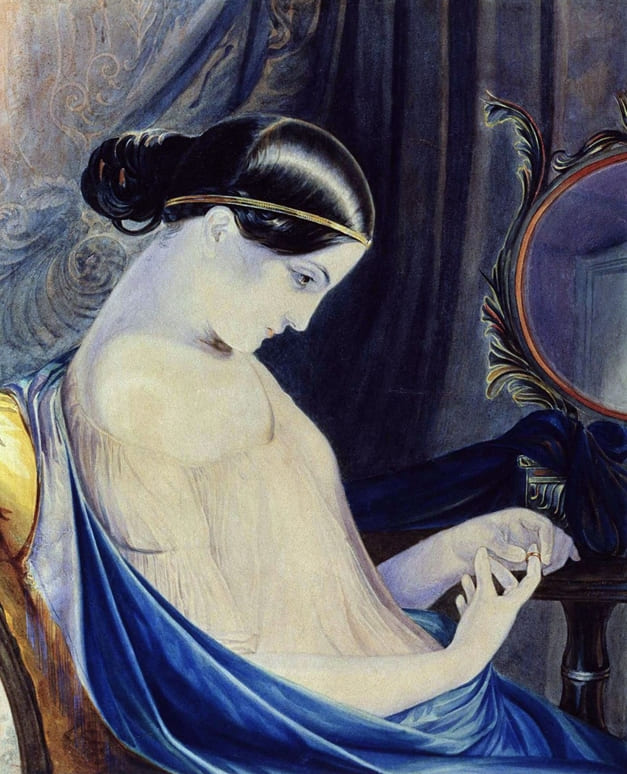
Невеста (Девушка с кольцом)